# Ligue 1 2025 (Repubblica del Congo)
La Ligue 1 2025 è la cinquantottesima edizione della massima divisione del campionato della Repubblica del Congo di calcio. Il campionato è iniziato il 17 gennaio 2025 e terminerà nel giugno successivo.
La squadra campione in carica è il Léopards, che ha vinto il suo quinto titolo nazionale nell'edizione 2023-2024.

## Stagione

### Novità
La federazione congolese, in seguito alle difficoltà organizzative dei due campionati di massima serie, ha varato una riforma del campionato, allargando il campionato ad un totale di 30 squadre, aggiungendo quindi 16 nuove partecipanti e annullando la retrocessione in Ligue 2 del Nathaly's.

### Formula
Le 30 squadre partecipanti sono divise in due gironi, rispettivamente da 18 e 12 squadre, che giocano con partite di andata e ritorno, per un massimo di 34 giornate. Al termine di esse le prime 6 classificate di ogni girone si qualificano per il gruppo scudetto, che con gare di sola andata (per un totale di 11 ulteriori giornate) decretano la squadra campione della Repubblica del Congo, che ottiene la qualificazione per la CAF Champions League 2025-2026, mentre la seconda ottiene l'accesso alla Coppa della Confederazione CAF 2025-2026.
Le ultime tre classificate del girone A e l'ultima classificata del girone B sono invece retrocesse in Ligue 2.

## Squadre partecipanti

### Girone A
| Squadra               | Città       | Stagione precedente         |
| --------------------- | ----------- | --------------------------- |
| Avenir                | Brazzaville | Non partecipa al campionato |
| CARA Brazzaville      | Brazzaville | 7° in Ligue 1               |
| Diables Noirs         | Brazzaville | 6° in Ligue 1               |
| Étoile du Congo       | Brazzaville | 5° in Ligue 1               |
| Etoile Junior         | Brazzaville | Non partecipa al campionato |
| Inter Brazzaville     | Brazzaville | 3° in Ligue 1               |
| Jeunesse Kintélé      | Brazzaville | 11° in Ligue 1              |
| JS Poto-Poto          | Brazzaville | Non partecipa al campionato |
| Kondzo                | Brazzaville | 10° in Ligue 1              |
| Nouvelle Génération   | Brazzaville | 12° in Ligue 1              |
| Otohô                 | Brazzaville | 2° in Ligue 1               |
| Patronage Sainte Anne | Brazzaville | 13° in Ligue 1              |
| Penarol               | Brazzaville | Non partecipa al campionato |
| Racine                | Brazzaville | Non partecipa al campionato |
| Racing Brazzaville    | Brazzaville | Non partecipa al campionato |
| Red Star              | Brazzaville | Non partecipa al campionato |
| Talangaï              | Brazzaville | 4° in Ligue 1               |
| Vegas                 | Brazzaville | Non partecipa al campionato |

### Girone B
| Squadra               | Città        | Stagione precedente         |
| --------------------- | ------------ | --------------------------- |
| ACJM Pointe-Noire     | Pointe-Noire | Non partecipa al campionato |
| Cheminots             | Pointe-Noire | 8° in Ligue 1               |
| Club des Jeunes       | Pointe-Noire | Non partecipa al campionato |
| Inter Pointe-Noire    | Pointe-Noire | Non partecipa al campionato |
| Kouilou Académie      | Pointe-Noire | Non partecipa al campionato |
| Léopards              | Dolisie      | Campione del Congo          |
| Nathaly's             | Pointe-Noire | 14° in Ligue 1              |
| Nico-Nicoyè           | Pointe-Noire | Non partecipa al campionato |
| Ponténégrine          | Pointe-Noire | Non partecipa al campionato |
| RCST Dolisié          | Dolisie      | Non partecipa al campionato |
| Saint-Michel Madingou | Madingou     | Non partecipa al campionato |
| Vita Club Mokanda     | Pointe-Noire | 9° in Ligue 1               |

## Classifica

### Girone A
|  | Pos. | Squadra               | Pt | G | V | N | P | GF | GS | DR |
|  | ---- | --------------------- | -- | - | - | - | - | -- | -- | -- |
|  | 1.   | Avenir                | 0  | 0 | 0 | 0 | 0 | 0  | 0  | 0  |
|  | 2.   | CARA Brazzaville      | 0  | 0 | 0 | 0 | 0 | 0  | 0  | 0  |
|  | 3.   | Diables Noirs         | 0  | 0 | 0 | 0 | 0 | 0  | 0  | 0  |
|  | 4.   | Étoile du Congo       | 0  | 0 | 0 | 0 | 0 | 0  | 0  | 0  |
|  | 5.   | Etoile Junior         | 0  | 0 | 0 | 0 | 0 | 0  | 0  | 0  |
|  | 6.   | Inter Brazzaville     | 0  | 0 | 0 | 0 | 0 | 0  | 0  | 0  |
|  | 7.   | Jeunesse Kintélé      | 0  | 0 | 0 | 0 | 0 | 0  | 0  | 0  |
|  | 8.   | JS Poto-Poto          | 0  | 0 | 0 | 0 | 0 | 0  | 0  | 0  |
|  | 9.   | Kondzo                | 0  | 0 | 0 | 0 | 0 | 0  | 0  | 0  |
|  | 10.  | Nouvelle Génération   | 0  | 0 | 0 | 0 | 0 | 0  | 0  | 0  |
|  | 11.  | Otohô                 | 0  | 0 | 0 | 0 | 0 | 0  | 0  | 0  |
|  | 12.  | Patronage Sainte Anne | 0  | 0 | 0 | 0 | 0 | 0  | 0  | 0  |
|  | 13.  | Penarol               | 0  | 0 | 0 | 0 | 0 | 0  | 0  | 0  |
|  | 14.  | Racine                | 0  | 0 | 0 | 0 | 0 | 0  | 0  | 0  |
|  | 15.  | Racing Brazzaville    | 0  | 0 | 0 | 0 | 0 | 0  | 0  | 0  |
|  | 16.  | Red Star              | 0  | 0 | 0 | 0 | 0 | 0  | 0  | 0  |
|  | 17.  | Talangaï              | 0  | 0 | 0 | 0 | 0 | 0  | 0  | 0  |
|  | 18.  | Vegas                 | 0  | 0 | 0 | 0 | 0 | 0  | 0  | 0  |

Legenda
      Ammessa al Gruppo Scudetto.
      Retrocessa in Ligue 2 2025-2026.
Note:
Tre punti a vittoria, uno a pareggio, zero a sconfitta.

### Girone B
|  | Pos. | Squadra               | Pt | G | V | N | P | GF | GS | DR |
|  | ---- | --------------------- | -- | - | - | - | - | -- | -- | -- |
|  | 1.   | ACJM Pointe-Noire     | 0  | 0 | 0 | 0 | 0 | 0  | 0  | 0  |
|  | 2.   | Cheminots             | 0  | 0 | 0 | 0 | 0 | 0  | 0  | 0  |
|  | 3.   | Club des Jeunes       | 0  | 0 | 0 | 0 | 0 | 0  | 0  | 0  |
|  | 4.   | Inter Pointe-Noire    | 0  | 0 | 0 | 0 | 0 | 0  | 0  | 0  |
|  | 5.   | Kouilou Académie      | 0  | 0 | 0 | 0 | 0 | 0  | 0  | 0  |
|  | 6.   | Léopards              | 0  | 0 | 0 | 0 | 0 | 0  | 0  | 0  |
|  | 7.   | Nathaly's             | 0  | 0 | 0 | 0 | 0 | 0  | 0  | 0  |
|  | 8.   | Nico-Nicoyè           | 0  | 0 | 0 | 0 | 0 | 0  | 0  | 0  |
|  | 9.   | Ponténégrine          | 0  | 0 | 0 | 0 | 0 | 0  | 0  | 0  |
|  | 10.  | RCST Dolisié          | 0  | 0 | 0 | 0 | 0 | 0  | 0  | 0  |
|  | 11.  | Saint-Michel Madingou | 0  | 0 | 0 | 0 | 0 | 0  | 0  | 0  |
|  | 12.  | Vita Club Mokanda     | 0  | 0 | 0 | 0 | 0 | 0  | 0  | 0  |

Legenda
      Ammessa al Gruppo Scudetto.
      Retrocessa in Ligue 2 2025-2026.
Note:
Tre punti a vittoria, uno a pareggio, zero a sconfitta.